# Miss Universo 2014
Miss Universo 2014 foi a 63.ª edição do concurso Miss Universo, realizada em 25 de janeiro de 2015 na Arena da Universidade Internacional da Flórida, em Doral, Flórida, nos Estados Unidos. No final do evento, a Miss Universo 2013, Gabriela Isler, da Venezuela, coroou a colombiana Paulina Vega como sua sucessora. Este foi o segundo título da Colômbia, 56 anos após a coroação de Luz Marina Zuluaga. Esta também foi a primeira edição do concurso realizada fora do ano a que se refere e também a última transmitida pela NBC.
Esta edição do Miss Universo marcou também a estreia do novo modelo de coroa, adotado pela empresa tcheca Diamonds International Corporation, que também passa a desenhar os novos modelos de coroas para os concursos Miss USA e Miss Teen USA. De acordo com a organização, a peça simboliza a beleza, estabilidade e força da mulher.

## Cidade-sede
Doral estava praticamente certa para ser escolhida a sede do Miss USA 2014. No entanto, com a oposição do conselho municipal, o concurso foi transferido para Baton Rouge, capital da Luisiana. Após o Miss USA, as negociações com a cidade foram retomadas para o Miss Universo 2014.
Apesar do acerto inicial com a Prefeitura de Doral, a necessidade de um lugar maior obrigou a Miss Universe Organization a descartar a realização da final no Trump National Doral (resort de propriedade do então dono do concurso, o empresário e megainvestidor Donald Trump), cujo salão principal não atendia às exigências de público (ele comportava três mil pessoas contra a capacidade mínima exigida de 5 mil pessoas. A Organização teve que procurar um local próximo que atendesse a capacidade mínima exigida.O local escolhido foi a Arena da Universidade Internacional da Flórida (FIU),que está a apenas 15 minutos de carro do resort,já dentro da cidade de Miami.A Arena é a sede dos times de basquetebol e de vôlei da Universidade, o FIU Golden Panthers e conseguiu atender as demandas do concurso.
Esta foi a quarta vez em dez anos que o concurso se realizou em solo americano - a edição de 2006 foi realizada em Los Angeles e as edições de 2010 e 2012 que foram realizadas em Las Vegas. No Condado de Miami-Dade, a arena esportiva da FIU foi o terceiro local a receber o Miss Universo desde 1960. Outros locais que receberam o concurso na região foram o Miami Convention Center (Miami Beach, 1960-1971 e 1997) e o James L. Knight International Center (Miami, 1984-1985).
Esta foi a quarta vez em dez anos que o concurso se realizou em solo americano - a edição de 2006 foi realizada em Los Angeles e as edições de 2010 e 2012 que foram realizadas em Las Vegas. No Condado de Miami-Dade, a arena esportiva da FIU foi o terceiro local a receber o Miss Universo desde 1960. Outros locais que receberam o concurso na região foram o Miami Convention Center (Miami Beach, 1960-1971 e 1997) e o James L. Knight International Center (Miami, 1984-1985).
Esta foi a quarta vez em dez anos que o concurso se realizou em solo americano - a edição de 2006 foi realizada em Los Angeles e as edições de 2010 e 2012 que foram realizadas em Las Vegas. No Condado de Miami-Dade, a arena esportiva da FIU foi o terceiro local a receber o Miss Universo desde 1960. Outros locais que receberam o concurso na região foram o Miami Convention Center (Miami Beach, 1960-1971 e 1997) e o James L. Knight International Center (Miami, 1984-1985).

### Estados Unidos
Em 22 de agosto de 2014, Trump postou em sua conta no Twitter que uma cidade na região da Miami e outras treze cidades estavam "lutando duro para sediar o Miss Universo" e que o esperado anúncio seria feito em um curto espaço de tempo; especialmente porque ele mencionou especificamente a cidade,que já sediou por 15 vezes o concurso de Miss Universo (1960 a 1971, 1984, 1985 e 1997), o que estava levando a muitas especulações na mídia especializada de que o certame poderia voltar para para a cidade pela primeira vez em dezessete anos.
Em 9 de setembro de 2014, os jornais porto riquenho El Nuevo Dia e venezuelano El Nacional publicaram, cada um, que as candidatas do Miss Universo ficariam hospedadas em um hotel resort da Trump Collection, em Doral, confirmando os rumores que o concurso estaria voltando para a região de Miami. Três dias depois, o prefeito da cidade, Luigi Boria, anunciou em sua conta oficial no Twitter que o concurso seria realizado no domingo 18 de janeiro de 2015, o que causou a princípio alguma polêmica entre entre os fãs do certame, já que pela primeira vez na história, tecnicamente, o Miss Universo irá "pular" um ano. Apesar disso, a vencedora foi a Miss Universo 2014, pois abrangeu as candidatas nacionais eleitas durante o ano de 2014 (e como valia para o ano em questão), obedecidos os prazos estabelecidos pela Miss Universe Organization. O prefeito Boria posteriormente confirmou que o Miss Universo seria no domingo seguinte, 25 de janeiro As autoridades da cidade, emancipada de Miami em 2003, esperavam atrair mais turistas com a propaganda do lugar e de outras áreas de Miami-Dade durante a final televisionada do certame, que teve três horas de duração, sem mudança de formato na classificação de suas semifinalistas.

### Brasil
Sede do Miss Brasil em 2012 e 2014, o Centro de Eventos do Ceará chegou a ser cotado para receber esta edição do Miss Universo. O local, a excelência na organização e as paisagens locais impressionaram de início a Miss Universe Organization, cujos diretores negociaram diretamente com a Enter Entertainment Experience, empresa de eventos do Grupo Bandeirantes de Comunicação, e a Secretaria de Turismo do Estado do Ceará. Caio Carvalho, então diretor-geral da Enter, confirmou que Fortaleza era cogitada como sede do certame.
Após duas edições seguidas com problemas de organização em 2012 (originalmente marcada para Punta Cana e transferida de última hora para Las Vegas) e em 2013 (a transmissão ao vivo para alguns dos principais mercados do concurso não foi possível devido as várias exigência dos organizadores locais), rumores apareceram na mídia brasileira sobre a escolha de Fortaleza como sede da edição seguinte do concurso, já que uma semana antes do Miss Brasil 2013, a presidente da MUO, Paula Shugart, e o diretor de negócios da entidade, Shawn McClain, se reuniram em Fortaleza com o titular da pasta, Bismarck Maia, e outras autoridades locais para assinarem um possível contrato que definiria a cidade como sede oficial do Miss Universo 2014, além de inspecionarem o Centro de Eventos, local provável do certame. Em 11 de janeiro de 2014, Maia acenou com a realização do concurso em Fortaleza poucos meses após a realização da reunião anual dos BRICs na cidade. Entretanto, em 27 de março, um e-mail da diretora de licenças nacionais da Organização Miss Universo, Annette Cammer, respondendo à indagação de um diretor nacional complicou a situação da capital cearense para receber o evento.
Um mês e meio depois em 20 de maio, Carvalho (transferido nove dias mais tarde para a direção do canal pago Arte 1, de propriedade do mesmo grupo da Enter) chegou a confirmar que o concurso seria realizado em uma outra cidade brasileira e que a MUO estaria analisando a proposta de quatro possíveis candidatas: Rio de Janeiro, Porto Alegre, Ribeirão Preto e Manaus. A desistência da capital cearense foi confirmada depois da constatação que a data original (outubro) tinha proximidade com as eleições gerais de 2014. Com isso, Fortaleza tentou sediar o Miss Universo 2015,que devido a outras questões acabou parando novamente em Las Vegas.

## Resultados
| Colocação          | Candidata                                                                              | País/Território                                         |
| ------------------ | -------------------------------------------------------------------------------------- | ------------------------------------------------------- |
| Miss Universo 2014 | Paulina Vega                                                                           | Colômbia                                                |
| 2.ª colocada       | Nia Sanchez                                                                            | Estados Unidos                                          |
| 3.ª colocada       | Diana Harkusha                                                                         | Ucrânia                                                 |
| 4.ª colocada       | Yasmin Verheijen                                                                       | Países Baixos                                           |
| 5.ª colocada       | Kaci Fennell                                                                           | Jamaica                                                 |
| Top 10             | Valentina Ferrer Tegan Martin Desirée Cordero Mary Jean Lastimosa Migbelis Castellanos | Argentina · Austrália · Espanha · Filipinas · Venezuela |
| Top 15             | Melissa Gurgel Camille Cerf Noyonita Lodh Elvira Devinamira Valentina Bonariva         | Brasil · França · Índia · Indonésia · Itália            |

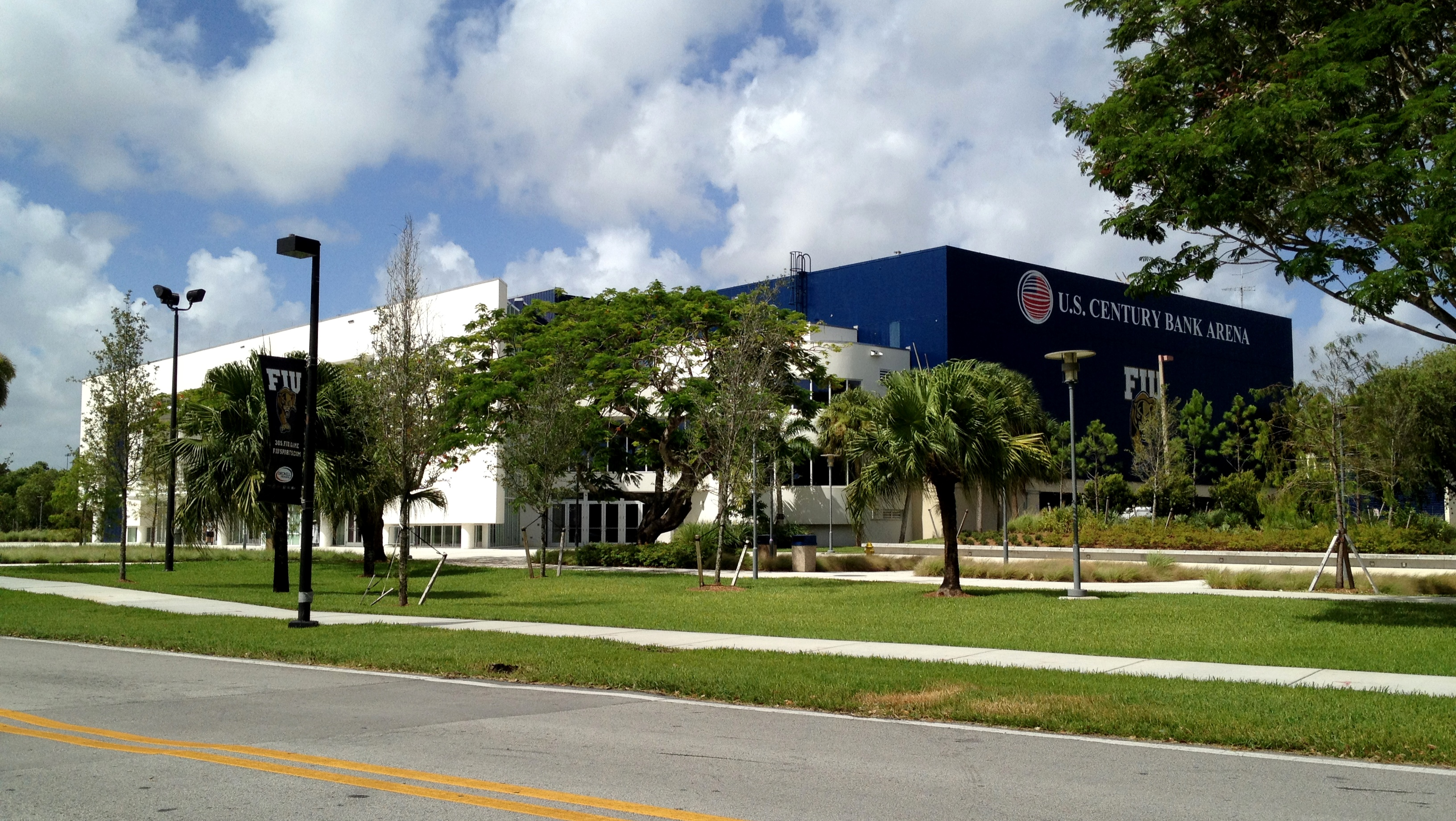
FIU Arena, o local do concurso

Nota: a partir desta edição, a décima sexta semifinalista deixa de existir.

## Forma de disputa

### Final
A final foi transmitida ao vivo para mais de 190 países e territórios da Arena da Universidade Internacional da Flórida, em Doral, no dia 25 de janeiro de 2015. Foi apresentada por Natalie Morales e Thomas Roberts, juntamente com Jeannie Mai, que foi a responsável por cobrir os bastidores.
O formato do concurso, retornou ao formato usado até 2010, quando um grupo de 15 semifinalistas,foi conhecido no segundo e no terceiro blocos da transmissão ao vivo e não se deu conhecida qual foi a forma de escolha delas. Este grupo foi montado da seguinte forma:
- o júri preliminar escolheu as candidatas que mais se destacaram nas três etapas da competição preliminar (traje de banho, traje de gala e entrevista), reservando nove vagas;
- a organização e o staff do Miss Universo reservaram outros seis lugares para aquelas candidatas que, em seus respectivos entendimentos, foram uma boa opção para seguir na disputa, baseados no desempenho durante a programação de atividades e na apresentação pessoal perante os membros da organização.

Estas 15 semifinalistas foram novamente avaliadas por um júri final:
- as 15 candidatas selecionadas competiram na rodada em traje de banho, na qual cinco foram eliminadas;
- as 10 semifinalistas seguiram para a etapa de trajes de gala. Após as apresentações, mais cinco foram eliminadas;
- As 5 que sobraram se submeteram a duas perguntas: à tradicional, feita pelos jurados, e à pergunta final, que pela primeira vez foi selecionada pelo Facebook e foi a mesma para todas. Nesta fase, que definiu as colocações subsequentes (do 5.º ao 2.º lugar) e a Miss Universo 2014, as colocações foram anunciadas em ordem decrescente.

#### Jurados
O primeiro grupo de jurados foi anunciado pela NBC e pela MUO no dia 8 de janeiro. O segundo grupo de jurados foi anunciado no dia 23 de janeiro:
- Manny Pacquiao – boxeador profissional
- Kristin Cavallari – estilista e ex-estrela de realities
- Nina Garcia – jornalista e jurada de reality
- DeSean Jackson – jogador de futebol americano profissional
- William Levy – ator e modelo
- Rob Dyrdek - empresário e apresentador de TV
- Lisa Vanderpump– socialite, empresária e estrela de reality
- Louise Roe – jornalista de moda e apresentadora de TV
- Emilio Estefan – produtor musical
- Giancarlo Stanton – jogador de beisebol profissional

### Preliminares
No dia 21 de janeiro, todas as candidatas competiram em traje de gala (escolhidos pessoalmente por cada uma e concebidos pelos estilistas designados pelas coordenações nacionais) e em traje de banho (iguais para todas) durante as preliminares (chamado pela organização de Presentation Show). Anteriormente, elas já haviam sido entrevistadas individualmente (e de forma reservada) por cada um dos jurados. Na véspera do Presentation, as candidatas foram avaliadas no aspecto plástico. Nessa etapa foram definidas parte das 15 classificadas.

#### Jurados
Relação divulgada pela Miss Universe Organization no dia 17 de janeiro:
- Michelle McLean – Miss Universo 1992
- Azucena Cierco – jornalista
- Corinne Nicolas – presidente da Trump Models
- Jimmy Nguyen – especialista e advogado de mídias digitais
- Jeneine Doucette-White – gerente de site de internet
- Lloyd Boston – especialista em moda
- Tyler Tixier – gerente de vendas

### Prêmios especiais

#### Miss Simpatia
A candidata ganhadora do prêmio de Miss Simpatia foi escolhida sigilosamente entre as próprias 89 candidatas. Elas votaram na candidata que tivesse mais empatia e identificação com o grupo.
- Vencedora:   Nigéria — Queen Celestine.

#### Miss Fotogenia
Eleita pelos jurados preliminares, que escolheram a candidata que teve o melhor desempenho nas fotos de competição.
- Vencedora:  Porto Rico —  Gabriela Berrios.

#### Melhor Traje Típico
Cada uma das candidatas do Miss Universo 2014 se apresentou perante os juízes portando um traje típico de seu país. O prêmio foi para a candidata que esteve melhor caracterizada.
- Vencedora:  Indonésia — Elvira Devinamira.

## Programação musical
- Introdução: Uptown Funk, de Mark Ronson ft. Bruno Mars;
- Número de abertura: Lalinea Mix, de Lalinea (VT);
- Competição em traje de banho: Darte Un Beso e Stuck On a Feeling, de Prince Royce (performance ao vivo);
- Competição em traje de gala: Chains, Jealous e Teacher, de Nick Jonas (performance ao vivo);
- Final look: Finest Hour e Fire, de Gavin DeGraw (performance ao vivo).

## Candidatas
88 candidatas competiram pelo título. A vencedora da disputa está em negrito.
| País/Território          | Candidata               | Idade | Altura | Cidade natal            |
| ------------------------ | ----------------------- | ----- | ------ | ----------------------- |
| África do Sul            | Ziphozakhe Zokufa       | 22    | 1,79   | Port Elizabeth          |
| Albânia                  | Zhaneta Byberi          | 19    | 1,78   | Tirana                  |
| Alemanha                 | Josefin Donat           | 20    | 1,68   | Leipzig                 |
| Angola                   | Zuleica Wilson          | 21    | 1,77   | Cabinda                 |
| Argentina                | Valentina Ferrer        | 23    | 1,78   | Córdoba                 |
| Aruba                    | Digene Zimmermann       | 20    | 1,80   | Oranjestad              |
| Austrália                | Tegan Martin            | 22    | 1,78   | Newcastle               |
| Áustria                  | Julia Furdea            | 20    | 1,70   | Linz                    |
| Bahamas                  | Tomacina Culmer         | 22    | 1,82   | Nassau                  |
| Bélgica                  | Anissa Blondin          | 22    | 1,78   | Bruxelas                |
| Bolívia                  | Claudia Tavel           | 25    | 1,72   | Santa Cruz de la Sierra |
| Brasil                   | Melissa Gurgel          | 20    | 1,68   | Maracanaú               |
| Bulgária                 | Kristina Georgieva      | 22    | 1,76   | Sofia                   |
| Canadá                   | Chanel Beckenlehner     | 26    | 1,74   | Caledon                 |
| Cazaquistão              | Aidai Isayeva           | 25    | 1,79   | Almaty                  |
| China                    | Yanliang Hu             | 24    | 1,80   | Pequim                  |
| Chile                    | Hellen Toncio           | 20    | 1,78   | Rancagua                |
| Colômbia                 | Paulina Vega            | 22    | 1,76   | Barranquilla            |
| Coreia do Sul            | Yoo Ye-bin              | 22    | 1,73   | Seul                    |
| Costa Rica               | Karina Ramos            | 20    | 1,78   | Heredia                 |
| Croácia                  | Ivana Mišura            | 24    | 1,71   | Zagreb                  |
| Curaçau                  | Laurien Angelista       | 27    | 1,78   | Willemstad              |
| Equador                  | Alejandra Argudo        | 21    | 1,80   | Portoviejo              |
| Egito                    | Lara Debbane            | 20    | 1,75   | Cairo                   |
| El Salvador              | Patricia Murillo        | 21    | 1,76   | Juayúa                  |
| Eslovênia                | Urška Bračko            | 21    | 1,83   | Ljubljana               |
| Espanha                  | Desirée Cordero Ferrer  | 21    | 1,80   | Sevilha                 |
| Estados Unidos           | Nia Sanchez             | 24    | 1,73   | Las Vegas               |
| Etiópia                  | Hiwot Bekele Mamo       | 23    | 1,77   | Adis Abeba              |
| Filipinas                | Mary Jean Lastimosa     | 26    | 1,70   | Tulunan                 |
| Finlândia                | Bea Toivonen            | 21    | 1,79   | Jyväskylä               |
| França                   | Camille Cerf            | 20    | 1,80   | Calais                  |
| Gabão                    | Maggaly Ornellia Nguema | 22    | 1,76   | Libreville              |
| Gana                     | Abena Appiah            | 21    | 1,75   | Acra                    |
| Grã-Bretanha             | Grace Levy              | 24    | 1,82   | Londres                 |
| Grécia                   | Ismini Dafopoulou       | 24    | 1,78   | Atenas                  |
| Geórgia                  | Ana Zubashvili          | 21    | 1,77   | Tbilisi                 |
| Guam                     | Brittany Bell           | 26    | 1,74   | Hagåtña                 |
| Guatemala                | Ana Luisa Montúfar      | 20    | 1,75   | Cidade da Guatemala     |
| Guiana                   | Niketa Barker           | 23    | 1,77   | Georgetown              |
| Haiti                    | Christie Desir          | 25    | 1,78   | Porto Príncipe          |
| Honduras                 | Gabriela Ordóñez        | 22    | 1,79   | Comayagua               |
| Hungria                  | Henrietta Kalemen       | 20    | 1,80   | Budapeste               |
| Índia                    | Noyonita Lodh           | 21    | 1,70   | Bangalore               |
| Indonésia                | Elvira Devinamira       | 21    | 1,78   | Surabaya                |
| Ilhas Virgens Britânicas | Jaynene Jno Lewis       | 24    | 1,72   | Road Town               |
| Irlanda                  | Lisa Madden             | 22    | 1,79   | Cork                    |
| Israel                   | Doron Matalon           | 20    | 1,80   | Beit Aryeh-Ofarim       |
| Itália                   | Valentina Bonariva      | 25    | 1,75   | Milão                   |
| Jamaica                  | Kaci Fennell            | 20    | 1,77   | Kingston                |
| Japão                    | Keiko Tsuji             | 21    | 1,73   | Nagasaki                |
| Kosovo                   | Artnesa Krasniqi        | 22    | 1,80   | Pristina                |
| Líbano                   | Sally Greige            | 24    | 1,76   | Beirute                 |
| Lituânia                 | Patricija Belousova     | 19    | 1,74   | Vilnius                 |
| Malásia                  | Sabrina Bennett         | 23    | 1,80   | Ipoh                    |
| Ilhas Maurícias          | Pallavi Gungaram        | 20    | 1,78   | Port Louis              |
| México                   | Josselyn Garciglia      | 23    | 1,76   | La Paz                  |
| Myanmar                  | Sharr Htut Eaindra      | 21    | 1,78   | Yangon                  |
| Nicarágua                | Marline Barberena       | 26    | 1,73   | Chichigalpa             |
| Nigéria                  | Queen Celestine         | 21    | 1,79   | Edo                     |
| Noruega                  | Elise Dalby             | 19    | 1,80   | Hamar                   |
| Nova Zelândia            | Rachel Maree Millns     | 24    | 1,82   | Wellington              |
| Países Baixos            | Yasmin Verheijen        | 20    | 1,81   | Amsterdã                |
| Panamá                   | Yomatzy Hazlewood       | 22    | 1,76   | Cidade do Panamá        |
| Paraguai                 | Sally Jara              | 20    | 1,75   | San Lorenzo             |
| Peru                     | Jimena Espinoza         | 25    | 1,85   | Lima                    |
| Polónia                  | Marcela Chmielowska     | 23    | 1,77   | Nowy Sącz               |
| Porto Rico               | Gabriela Berrios        | 23    | 1,75   | San Juan                |
| Portugal                 | Patrícia da Silva       | 24    | 1,78   | Lisboa                  |
| Quênia                   | Gaylyne Ayugi           | 20    | 1,78   | Nairobi                 |
| República Dominicana     | Kimberly Castillo       | 26    | 1,78   | Higüey                  |
| República Eslovaca       | Silvia Prochádzková     | 21    | 1,80   | Bratislava              |
| República Tcheca         | Gabriela Franková       | 20    | 1,78   | Brno                    |
| Rússia                   | Yulia Alipova           | 24    | 1,79   | Balakovo                |
| Santa Lúcia              | Roxanne Didier Nicholas | 22    | 1,77   | Castries                |
| Sérvia                   | Andjelka Tomasevic      | 21    | 1,75   | Zubin Potok             |
| Singapura                | Rathi Menon             | 23    | 1,73   | Singapura               |
| Sri Lanka                | Avanti Marianne Page    | 24    | 1,82   | Colombo                 |
| Suécia                   | Camilla Hansson         | 25    | 1,73   | Estocolmo               |
| Suíça                    | Zoé Metthez             | 20    | 1,79   | Berna                   |
| Tailândia                | Pimbongkod Chankaew     | 20    | 1,87   | Eagle Rock              |
| Tanzânia                 | Nale Boniface           | 23    | 1,77   | Dar es Salaam           |
| Trinidad e Tobago        | Jevon King              | 24    | 1,78   | Diego Martin            |
| Turks e Caicos           | Shanice Williams        | 20    | 1,80   | Grand Turk              |
| Turquia                  | Dilan Çiçek Deniz       | 19    | 1,79   | Sivas                   |
| Ucrânia                  | Diana Harkusha          | 20    | 1,80   | Carcóvia                |
| Uruguai                  | Johana Riva             | 23    | 1,78   | Montevidéu              |
| Venezuela                | Migbelis Castellanos    | 19    | 1,75   | Cabimas                 |

### Substituições
- Tailândia - Weluree Ditsayabut foi destronada por se pronunciar através de redes sociais que era a favor da pena de morte para os "camisas vermelhas", opositores políticos da junta militar que governa o país e que apoiam a primeira ministra deposta Yingluck Shinawatra.[20] A segunda colocada no Miss Universo Tailândia 2014, Alisson Samson, a substituiu.

## Controvérsias
- A comunidade latino-americana nos Estados Unidos estaria representada pela primeira vez nessa edição do Miss Universo, com uma candidata usando a faixa de Miss Latina USA, o que foi anunciado por Gabriela Isler, Miss Universo 2013, durante a cerimônia de entrega do Billboard Latin Music Awards em Miami.[21] O formato usado para escolher a vencedora seria um reality show com as candidatas escolhidas por meio de castings em várias cidades dos Estados Unidos. No entanto, uma situação imprevista aconteceu: muitas candidatas eliminadas em certames nacionais para o Miss Universo se inscreveram. Porém, elas não eram residentes legalmente nos Estados Unidos, o que quebrava as regras do programa.[22] Menos de uma semana antes de sua estreia, então,  a rede Telemundo anunciou o cancelamento do programa por meio de um comunicado postado no seu perfil no Facebook, "para assegurar que o programa iria seguir a qualidade e os padrões das marcas do Miss Universo e da (emissora que o exibiria)".[23] Uma fonte da equipe de produção revelou ao site Huffington Post que dois motivos forçaram o seu cancelamento: o primeiro, de questões legais, envolvendo coordenações nacionais de países latinos que, eventualmente, poderiam ser prejudicadas na disputa internacional, e o segundo, de ordem cultural, devido ao fato de a Miss USA 2014, Nia Sanchez, ter raízes latinas.[24]
- Antes de 12 de setembro de 2014, a data e a sede do concurso permaneciam em aberto. Mesmo assim a coordenação do concurso Miss Universo China publicou no cronograma de datas de seu site oficial que o evento seria em 9 de dezembro, em um local a ser divulgado, informação esta não confirmada pela Miss Universe Organization. Caso essa data fosse a escolhida, poderia haver um choque de datas com o cronograma de atividades do Miss Mundo 2014, que foi realizado em Londres, no dia 14 de dezembro, e poderia afetar algumas franquias nacionais que enviam as mesmas candidatas para os dois concursos. Além desse aspecto, a coincidência de calendários poderia causar problemas na cobertura midiática desses eventos.[25] Com o anúncio da cidade-sede e da data, feitos pelo prefeito de Doral, ficou confirmado que a vencedora foi eleita como Miss Universo 2014. O Miss Universo 2015 foi realizado em 20 de dezembro do mesmo ano em Las Vegas. A NBCUniversal e a Miss Universe Organization (então parceiras na organização e propriedade do Miss Universo) emitiram comunicado conjunto anunciando a U.S. Century Bank Arena, localizada dentro do campus da FIU, como sede do concurso e centro nervoso de operações de todo o processo de competição. A data escolhida foi a de 25 de janeiro de 2015.[26][27]
- Uma polêmica envolvendo libaneses e israelenses ocorreu depois que a candidata de Israel, Doron Matalon, compartilhou em seus perfis de redes sociais uma selfie em que estava acompanhada da candidata do Líbano, Saly Greige. A foto provocou comentários positivos e negativos por parte dos libaneses. Greige declarou que "Desde que cheguei, tenho sido cuidadosa para não conversar e nem tirar fotos com a Miss Israel". Doron respondeu que "Isso não me surpreende, mas me deixa triste. Que tristeza não poder deixar as hostilidades de lado".[28]
- Membros da comunidade acadêmica da Universidade Internacional da Flórida, entre estudantes, atletas e professores, questionaram a reitoria a respeito do legado que o evento deixaria para a instituição, já que os investimentos para a reforma do local passaram de US$ 500 mil, incluindo o reforço do teto da arena para suportar os equipamentos técnicos e cenográficos, luzes e câmeras.[29]
- Quando a candidata da Jamaica, Kaci Fennell, que se diferenciava das demais 87 candidatas por ter cabelos curtos e era favorita do público presente na FIU Arena, foi anunciada como quinta colocada, as vaias se espalharam. Além disso, muitas pessoas se manifestaram pelo Twitter para reclamar da posição em que Fennell terminou. Grande parte das candidatas eliminadas felicitaram e abraçaram a jamaicana. A candidata da Rússia, Yulia Alipova, manifestou na transmissão ao vivo sua infelicidade, abaixando seus braços e seus polegares como sinal de insatisfação. Ainda em protesto, Alipova saiu do palco antes mesmo do anúncio da vencedora.[30][31][32]
- Osmel Sousa, diretor-geral do concurso Miss Venezuela conhecido por ser um grande crítico das candidatas que não sejam venezuelanas e chamado pela imprensa especializada de "Czar da Beleza"[33] por um histórico de vitórias em vários concursos em décadas recentes, causou grande polêmica em seus país quando, mesmo antes da final, declarou que sua favorita à coroa era a candidata da Colômbia, Paulina Vega – a posterior vencedora – e não sua própria candidata, Migbelis Castellanos, que, segundo ele, era "indisciplinada" (aparentemente Migbelis competiu fora do seu peso ideal).[34]

## Audiência
Nos Estados Unidos, a transmissão do Miss Universo 2014 rendeu à NBC 7,6 milhões de telespectadores, média de 4,9 e share domiciliar de 8 pontos. Foi a quinta maior audiência do certame desde a aquisição dos direitos pela emissora em 2003 e a maior até a ocasião nos anos 2010. Nas duas primeiras horas (20 às 22h, horários da costa leste americana), o certame chegou a perder em público para inéditos de Undercover Boss (8,8 milhões, 5,4/8) e CSI (8,2 milhões, 5,1/8), exibidos pela CBS. Nessas faixas, o certame registrou 7 e 7,4 milhões de telespectadores, respectivamente, com média de 4,3 e share de 7 em ambos os horários. A classificação da Miss USA 2014 Nia Sanchez entre as cinco finalistas fez a NBC liderar na faixa das 22h, com 8,4 milhões de telespectadores, média de 5 e share de 9, contra 8,2 milhões, média de 5,2 e 9 de outro inédito de CSI, na CBS. Se agregados os 2,27 milhões de telespectadores (média de 0,9) da Telemundo (que fez sua última transmissão em língua espanhola para o mercado americano antes da assinatura de contrato da MUO com a Univision), as emissoras da NBCUniversal terão registrado 9,87 milhões de telespectadores e média agregada de 5,8.
Já a transmissão brasileira em TV aberta do Miss Universo 2014, feita pela Rede Bandeirantes, registrou a pior audiência desde que o país recebeu o certame em 2011: na medição do IBOPE Mídia realizada na Grande São Paulo, foram 2,7 pontos de média e 535.037 indivíduos em 181.205 domicílios na principal praça de decisões para o mercado publicitário do país. Cada ponto equivale a 67.113 domicílios e 198.162 telespectadores. Em 12 de setembro de 2011, a Band tinha registrado média de 8,2 e 1.504.864 telespectadores em 477.527 domicílios (nessa época, cada ponto equivalia a 58.235 domicílios e 183.520 telespectadores).